# Escala de intensidade sísmica da Agência Meteorológica do Japão
A Escala de intensidade sísmica da Agência Meteorológica do Japão é uma escala sísmica usada no Japão e Taiwan para medir a intensidade dos sismos. A intensidade é medida em unidades de shindo intensidade sísmica, lit. "grau de estremecimento" (震度). Ao contrário da escala de magnitude de momento (a qual mede a magnitude absoluta do sismo, representando-a por meio de um único número) a escala da AMJ descreve o grau de vibração num ponto da superfície da Terra. Como resultado, a medição do sismo varia de local para local, e um dado sismo pode ser descrito como "shindo 4 em Tóquio, shindo 3 em Yokohama, shindo 2 em Shizuoka".
A AMJ opera uma rede de 180 sismógrafos e 627 medidores de intensidade sísmica e fornece relatórios de sismos em tempo-real aos meios de comunicação e na internet.

## História
Ocorrem no Japão cerca de 400 sismos por dia, embora a vasta maioria sejam de grau 0, ou menos, na escala de shindo ou menos, e detectável apenas com o uso de aparelhos especializados.
A Agência Meteorológica do Japão, (AMJ) criou uma primeira escala shindo em 1884, com quatro graus: 微 (frouxo), 弱 (fraco), 強 (forte), e 烈 (violento). 
Em 1898 esta escala foi trocada por um sistema numérico, atribuindo aos sismos graus entre 0 e 7.
Em 1908, foram atribuídas descrições aos patamares desta escala, e os sismos passaram a ser classificados com base nos efeitos percebidos pelas pessoas. Esta escala foi amplamente usada durante o Período Meiji, e revista durante o Período Shōwa com novas descrições.
Após o sismo de Kobe de 1995, os graus 5 e 6 foram divididos em dois, passando a existir 10 graus na escala: 0-4,  5 fraco/forte （５弱、５強), 6 fraco/forte（６弱、６強）e 7. Não sofre qualquer alteração desde 1996.

## Explicação da escala da AMJ
A escala da AMJ vai de 0 a 7, com 7 a corresponder aos sismos mais fortes. A escala de Mercalli é por vezes utilizada em conjunto com a Shindo; porém esta não é uma prática comum no Japão. Os relatórios de sismos em tempo-real são calculados automaticamente a partir de medições de aceleração do solo. A AMJ reporta o grau do sismo com base na aceleração do solo, medida automaticamente com medidores de intensidade sísmica. Não existe uma relação simples e linear entre o Número Shindo e a aceleração máxima do solo, portanto os valores da tabela abaixo devem ser vistos apenas como uma orientação aproximada.
| Magnitude-Número Shindo (Número Shindo em, japonês) / Leitura do medidor | Pessoas                                                                                          | Situações interiores | Situações exteriores | Casas de madeira | Construções de betão armado | Serviços essenciais | Solos e taludes | Aceleração máxima |
| ------------------------------------------------------------------------ | ------------------------------------------------------------------------------------------------ | --- | --- | --- | --- | --- | --- | ----------------- |
| 0 (0) / 0–0,4                                                            | Imperceptível.                                                                                   | | | | | | | < 0,008 m/s²      |
| 1 (1) / 0,5–1,4                                                          | Sentido apenas ao ar livre.                                                                      | | | | | | | 0,008–0,025 m/s²  |
| 2 (2) / 1,5–2,4                                                          | Sentido pela maioria das pessoas dentro de casa. Algumas pessoas são despertadas.                | Objectos suspensos, como candeeiros, balouçam ligeiramente. | | | | | | 0,025–0,08 m/s²   |
| 3 (3) / 2,5–3,4                                                          | Sentido pela maioria das pessoas dentro de casa. Algumas pessoas ficam assustadas.               | Pratos em vitrinas chocalham ocasionalmente. | Cabos eléctricos balouçam ligeiramente. | | | | | 0,08–0,25 m/s²    |
| 4 (4) / 3,5-4,4                                                          | Muitas pessoas assustadas. Algumas tentam escapar ao perigo. A maioria dos que dormem despertam. | Objectos suspensos balouçam consideravelmente e pratos numa vitrine chocalham. Ornamentos instáveis ocasionalmente caem. | Cabos eléctricos balouçam consideravelmente. As pessoas que caminham na rua e alguns condutores de automóveis apercebem-se do sismo.                                                                                  | | | | | 0,25–0,80 m/s²    |
| 5-baixo (5弱) / 4,5-4,9                                                  | A maioria das pessoas tentam escapar ao perigo. Algumas pessoas têm dificuldade em mover-se.     | Objectos suspensos balouçam violentamente. A maioria dos ornamentos caem. Ocasionalmente, pratos numa vitrina e livros numa prateleira caem e a mobília é deslocada. | As pessoas apercebem-se do balouçar de postes de electricidade. Ocasionalmente, vidraças de janelas estilhaçam, paredes de betão não-armado caem, e estradas são danificadas.                                         | Ocasionalmente, casas menos resistentes aos sismos sofrem danos nas paredes e pilares.                                                                              | Ocasionalmente, formam-se fissuras nas paredes de construções menos resistentes aos sismos. | Um dispositivo de segurança corta o fornecimento de gás em algumas casas. Em raras ocasiões, tubagens de água são danificadas e o fornecimento de água é interrompido. (Fornecimento de electricidade interrompido em algumas casas) | Ocasionalmente, surgem fissuras em solos moles, e ocorrem quedas de pedras e pequenos deslizamentos de terras em zonas montanhosas.                                                      | 0,80–1,40 m/s²    |
| 5-alto (5強) / 5,0–5,4                                                   | Muitas pessoas ficam muito assustadas e têm dificuldade em mover-se.                             | A maioria dos pratos numa vitrina e a maioria dos livros numa prateleira caem. Ocasionalmente, um televisor colocado sobre um móvel cai, móveis pesados como cómodas caem, portas deslizantes saem das suas calhas e a deformação dos caixilhos torna impossível abrir portas. | Em muitos casos, paredes de blocos de betão não reforçadas caem, e pedras tumulares tombam. Muitos automóveis param pois torna-se difícil conduzir. Ocasionalmente, máquinas de venda automática mal instaladas caem. | Ocasionalmente, casas menos resistentes aos sismos sofrem danos pesados nas paredes e pilares e inclinam.                                                           | Ocasionalmente, formam-se grande fissuras nas paredes, vigas e pilares de construções menos resistentes aos sismos e mesmo construções resistentes aos sismos têm fissuras nas paredes.                    | Ocasionalmente, tubagens de gás e/ou de água são danificadas. (Ocasionalmente, o fornecimento de gás e água é interrompido em algumas regiões)                                                                                       | Ocasionalmente, surgem fissuras em solos moles e ocorrem quedas de rochas e deslizamentos de terras em zonas montanhosas.                                                                | 1,40–2,50 m/s²    |
| 6-baixo (6弱) / 5,5–5,9                                                  | Difícil permanecer em pé.                                                                        | Muita da mobília pesada e não fixada desloca-se e cai. É impossível abrir as portas em muitos casos. | Em alguns edifícios, azulejos e vidraças são danificados e caem. | Ocasionalmente, paredes e pilares de construções menos resistentes aos sismos colapsam e mesmo pilares e paredes de casas resistentes aos sismos ficam danificados. | Ocasionalmente, as paredes e pilares de construções menos resistentes aos sismos são destruídos e mesmo construções muito resistentes aos sismos apresentam grandes fissuras nas paredes, vigas e pilares. | Tubagens de gás e/ou água são danificados.(Em algumas regiões, o fornecimento de gás e água é interrompido e o fornecimento de electricidade é ocasionalmente interrompido.)                                                         | Ocasionalmente, surgem fissuras no solo, e ocorrem deslizamentos de terras. | 2,50–3,15 m/s²    |
| 6-alto (6強) / 6,0–6,4                                                   | Impossível manter-se em pé e deslocar-se sem rastejar.                                           | A maioria da mobília pesada e não fixada desloca-se e cai. Ocasionalmente portas deslizantes são arrancadas das suas calhas. | Em muitas construções, azulejos de parede e vidraças são danificadas e caem. A maioria das paredes de blocos de betão não reforçado caem.                                                                             | Muitas casas, menos resistentes aos sismos, colapsam. Em alguns casos, até as paredes e os pilares de casas muito resistentes aos sismos são muito danificados.     | Ocasionalmente, construções menos resistentes aos sismos colapsam. Em alguns casos, até mesmo construções muito resistentes aos sismos sofrem danos nas paredes e pilares.                                 | Ocasionalmente, tubagens principais de gá e/ou água são danificadas. (O fornecimento de electricidade é interrompido em algumas regiões. Ocasionalmente, o fornecimento de gás e água é interrompido numa região alargada.)          | Ocasionalmente,m surgem fissuras no solo, e ocorrem deslizamentos de terras. | 3,15–4,00 m/s²    |
| 7 (7) / 6,5 e acima                                                      | Arremessadas pela agitação e mover-se à vontade.                                                 | A maioria da mobília desloca-se muito e salta. | Na maioria das construções, os azulejos de parede e vidraças são danificados e caem. Em alguns casos, parede de blocos de betão reforçadas colapsam.                                                                  | Ocasionalmente, mesmo construções resistentes aos sismos são severamente afectadas e inclinam.                                                                      | Ocasionalmente, mesmo construções muito resistentes aos sismos são afectadas severamente e inclinam. | O fornecimento de gás, água e electricidade é interrompido numa região alargada. | O solo é consideravelmente distorcido por grandes fissuras e fendas, e ocorrem derrocadas em taludes e deslizamentos de terras, os quais ocasionalmente alteram as feições topográficas. | > 4 m/s²          |